# موردخاي أردون
موردخاي أردون (بالعبرية: מרדכי ארדון‏) (13 يوليو 1896 - 18 يونيو 1992) رسام إسرائيلي.
حصل على جائزة إسرائيل في الرسم في عام 1963.

## سيرة شخصية

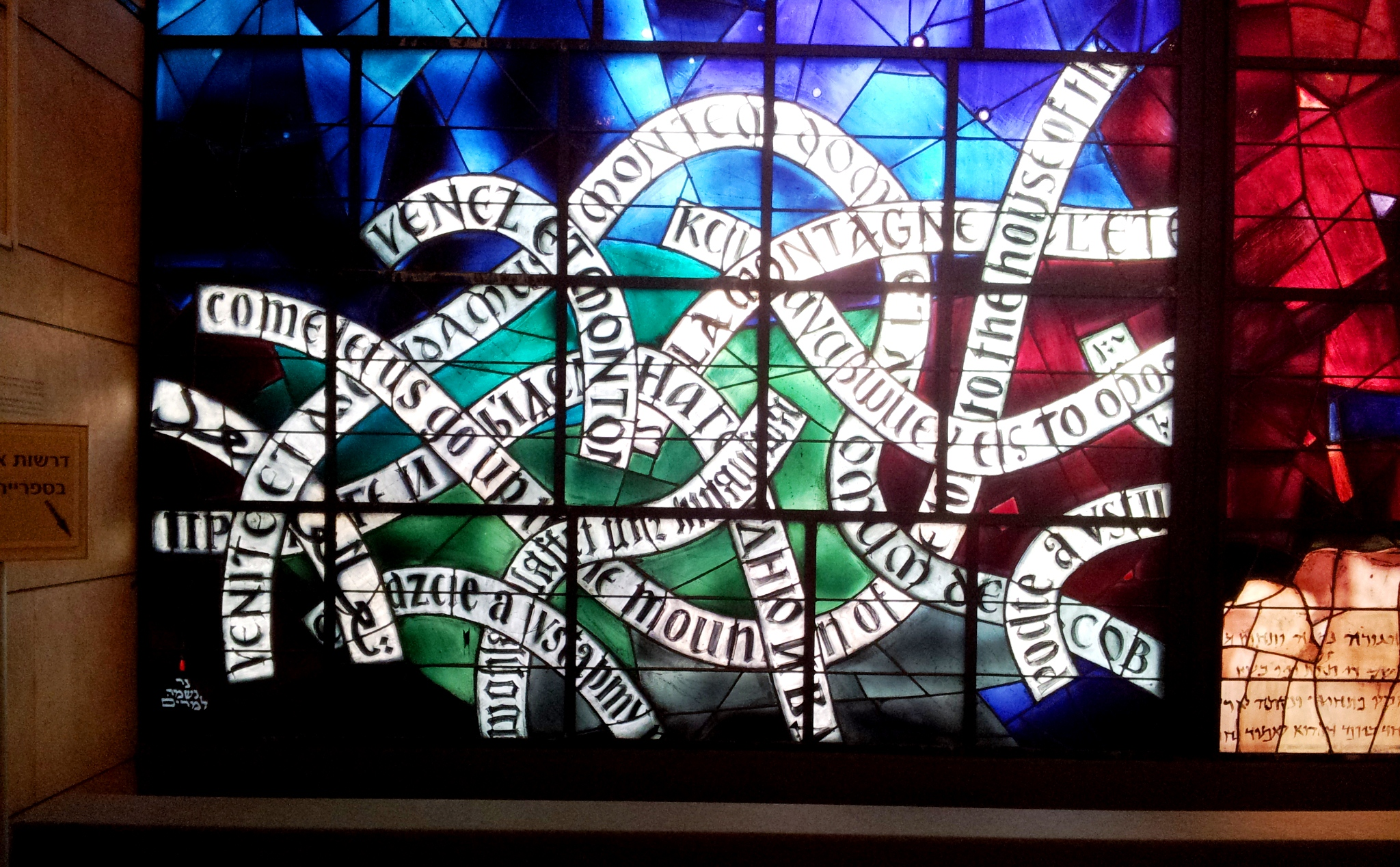
نوافذ زجاجية ملونة، مكتبة إسرائيل الوطنية، القدس

ولد ماكس برونشتاين (عبرن اسمه إلى موردخاي أردون) في توتشوف في منطقة غاليسيا (التي كانت آنذاك جزءا من الإمبراطورية النمساوية المجرية، وتقع اليوم في بولندا). في عام 1933 هاجر إلى فلسطين تحت الانتداب البريطاني، واستقر في مدينة القدس. غير اسمه إلى موردخاي أردون.

## مسيرته الفنية
شارك في بينالي البندقية عام 1968.
في بداية الخمسينيات من القرن الماضي، تبنى أردون نظامًا مجمعا من الصور الرمزية في لوحاته، مأخوذة من التقليد الصوفي اليهودي (الكابالا)، ومن التوراة ومن الواقع اليومي.
في لوحته «أبواب النور»، على سبيل المثال، عبر عن «الغموض الداخلي وأبدية المناظر الطبيعية». ويسعى في تلك اللوحة إلى إضفاء بُعد كوني على الحاضر، وربطه بالعصور القديمة والغموض. واستخدم نفس الأسلوب في لوحة «عند أبواب القدس» (1967)، والتي تظهر محاولة «نقل مشاعره حول الأهمية الكونية لعودة إسرائيل إلى البلدة القديمة في القدس خلال حرب الأيام الستة». يوضح فيلم «عصفور بالقرب من جدار أصفر» (1950) تتناوله التبسيطي للهولوكوست، وهو موضوع كان أحد الفنانين الإسرائيليين القلائل الذين كرسوا له جزءا من أعمالهم في ذلك الوقت.
بصفته مدرسًا ومديرًا لـ «أكاديمية بتساليل الجديدة»، نقل أردون إحساسه بالمشاركة الاجتماعية، وميله نحو التصوف اليهودي والأساطير المحلية، والجمع بين الرموز الوطنية الشخصية والأسلوب المتميز الذي يؤكد دائمًا على الواقعية. استوعب تلاميذه هذه التأثيرات ودمجوها في أعمالهم اللاحقة، ومن هؤلاء أفيغدور أريخا ويهودا بيكون ونفتالي بيزيم وشراغا ويل وشموئيل بونيه.
كان أردون يعتبر والد الأسلوب الإقليمي في الفن الإسرائيلي.
من أشهر أعماله «نوافذ أردون» (1980-1984)، وهي مجموعة من الزجاج الملون معروضة بشكل بارز في مكتبة إسرائيل الوطنية في القدس، وتتضمن عناصر بصرية من الكابالا.
توفي أردون في القدس عام 1992.
في عام 2014، بيعت لوحته «اليقظة» (1969) في دار نشر مزادات سوذبيز مقابل 821 ألف دولار. وفي عام 2006 بيعت لوحته «نقار الخشب» (1963) في دار مزادات كريستيز مقابل 643.200 دولار.

## الجوائز والتقدير
- 1954 جائزة اليونسكو
- 1963، حصل أردون على جائزة إسرائيل في الرسم.[9]
- في عام 1974، حصل على جائزة ياكير يروشاليم (مواطن القدس الجدير).[13]
- 1974 الدكتوراه الفخرية من الجامعة العبرية في القدس
- 1988 جائزة بوريس شاتز
- 1992 جائزة إسراكارد، متحف تل أبيب